# Хайнрих IV фон Кастел
Хайнрих IV фон Кастел (на немски: Heinrich IV von Castell) от род Кастел е от 1546 г. до смъртта си владетел на графство Кастел. Той управлява заедно с братята си Конрад II (1519 – 1577) и Георг II (1527 – 1597). Преди да поеме управлението на графството Кастел той е каноник в Бамберг. Освен това той е дипломат.

## Биография
Роден е на 13 февруари 1525 година в дворец Щолберг, Германия. Той е третия син на граф Волфганг I фон Кастел (1482 – 1546) и съпругата му графиня Марта фон Вертхайм-Бройберг (1485 – 1541), дъщеря на граф Михаел II фон Вертхайм-Бройберг († 1531) и графиня Барбара фон Еберщайн († 1529).
От 1538 до 1542 г. следва в университета в Инголщат, във френския Доле и в италианските университети в Болоня и Падуа. През 1553 г. епископът на Вюрцбург го изпраща в Дрезден. Той става княжески епископски щатхалтер и комендант във Вюрцбург. Става протестант и таен съветник на херцог Христоф фон Вюртемберг.
През 1556 г. Хайнрих наследява от майка си Ремлинген, където построява дворец. До 1577 г. той е таен съветник и щатхалтер на служба на маркграфа на Ансбах.
Умира на 20 септември 1595 година и е погребан в църквата на Ремлинген.

## Фамилия
Хайнрих IV се жени на 1555 г. за графиня Елизабет фон Хелфенщайн-Визенщайг (* 21 ноември 1527, Шпайер; † 2 ноември 1584, Ремлинген), вдовица на Георг фон Раполтщайн († 1548), дъщеря на граф Улрих X (XI) фон Хелфенщайн-Визенщайг († 1548) и Катарина фон Валдбург-Зоненберг († 1563). Те имат две мъртвородени деца:
- Хайнрих (*/† 1556)
- Фридрих (*/† 1556)